# هری کاتلیف
هری کاتلیف (انگلیسی: Harry Cothliff؛ ۲۴ مارس ۱۹۱۶ – ۱۹۷۶ (۵۹−۶۰ سال)) بازیکن فوتبال بود.